# Nowhere Generation
Nowhere Generation es el noveno álbum de estudio de la banda estadounidense de hardcore punk Rise Against, fue lanzado el 4 de junio de 2021 en Loma Vista Recordings. El álbum trata sobre las desigualdades sociales en Estados Unidos, el debilitamiento de la clase media y la imposibilidad de que la nueva generación haga realidad el sueño americano. El álbum se dio a conocer el 18 de marzo de 2021 en las redes sociales del grupo, junto con el sencillo homónimo.

## Antecedentes y producción
Después de la finalización del ciclo de gira de Wolves de 2017 y el lanzamiento de su álbum acústico The Ghost Note Symphonies, Vol. 1 (2018), el líder Tim McIlrath reveló en una entrevista de mayo de 2019 con Kerrang! que la banda estaba escribiendo música nueva, pero que emplearían un enfoque más relajado del proceso de escritura. "Sí, estamos escribiendo", declaró McIlrath en la entrevista. "Nos reunimos y jugamos ideas, pero no puedo contener la respiración. Lo único que hemos decidido es que no queremos sentirnos apurados, publicaremos el registro cuando esté listo, no para intentar cumplir con algún plazo". Esto se reforzó aún más en una entrevista de julio de 2020 con Danny Wimmer Presents con McIlrath confirmando (en relación con la pandemia de COVID-19 en curso) que la banda "no iría a ninguna parte", y aclarando aún más "tenemos nueva música, lo tenemos todo". - este no es el final, es solo un nuevo comienzo".
Tras el anuncio del álbum en marzo de 2021, la banda describió los temas y los mensajes detrás del disco en un comunicado de prensa, afirmando que "hoy existe la promesa del Sueño Americano, y luego está la realidad del Sueño Americano. La norma de que la próxima generación estará mejor que la anterior ha sido disminuida por una era de inestabilidad social, económica y política masiva y una venta de la clase media. El anillo de bronce que se prometió con el trabajo duro y la dedicación ya no existe para todos. Cuando los privilegiados suben la escalera del éxito y luego la queman desde lo más alto, la disrupción se convierte en la única respuesta".
Nowhere Generation vio a la banda trabajar una vez más con los productores Bill Stevenson y Jason Livermore en The Blasting Room, con el bajista Joe Principe refiriéndose a Stevenson como su "arma no tan secreta", que había "ayudado a dar forma a la banda; él consigue lo que queremos hacer y nos acompañará cuando pensemos fuera de la caja. Es el productor perfecto para el estilo de música que tocamos porque tiene una increíble sensibilidad pop y también su lado hardcore ". Además de Stevenson y Livermore, el álbum también vio a la banda trabajar con los productores de Blasting Room, Andrew Berlin y Chris Beeble.

## Lanzamiento y promoción
El 23 de febrero de 2021, la banda comenzó a publicar videos crípticos en sus cuentas de redes sociales alentando a su audiencia a dirigirse a su sitio web, que se había actualizado con una nueva estética. Continuaron publicando hasta el 18 de marzo, cuando anunciaron el nuevo álbum con fecha de lanzamiento el 4 de junio, junto con el sencillo principal epónimo principal y su video musical. También se confirmó que "Broken Dreams, Inc.", una pista originalmente lanzada como parte de la banda sonora de Dark Nights: Death Metal el 16 de septiembre de 2020, también aparecería en el álbum.
El álbum y sus lanzamientos físicos presentan ilustraciones y diseños creados en colaboración con Brian Roettinger, un director creativo nominado al Grammy.

## Lista de canciones
| Nowhere Generation track listing |                        |          |  |
| N.º                              | Título                 | Duración |  |
| 1.                               | «The Numbers»          | 4:59     |  |
| 2.                               | «Sudden Urge»          | 3:46     |  |
| 3.                               | «Nowhere Generation»   | 3:52     |  |
| 4.                               | «Talking to Ourselves» | 3:24     |  |
| 5.                               | «Broken Dreams, Inc.»  | 3:53     |  |
| 6.                               | «Forfeit»              | 3:44     |  |
| 7.                               | «Monarch»              | 3:32     |  |
| 8.                               | «Sounds Like»          | 3:25     |  |
| 9.                               | «Sooner Or Later»      | 3:34     |  |
| 10.                              | «Middle Of a Dream»    | 3:44     |  |
| 11.                              | «Rules of Play»        | 3:43     |  |

## Créditos
Rise Against
- Tim McIlrath – voz, guitarra rítmica
- Joe Principe – bajo, coros
- Brandon Barnes – batería, percusión
- Zach Blair – guitarra líder, coros